# سعید یشوع
سعید یشوع (انگلیسی: Saeed Easho؛ زادهٔ ۱ ژوئیهٔ ۱۹۲۸) بازیکن فوتبال است.
از باشگاه‌هایی که در آن بازی کرده‌است می‌توان به باشگاه فوتبال منچستر یونایتد اشاره کرد.
وی همچنین در تیم ملی فوتبال عراق بازی کرده‌است.